# Bernard Barsi
Bernard Barsi (Nizza, 1942. augusztus 4. – Nizza, 2022. december 28.) francia főpap. 2000. május 16-tól a Monacói főegyházmegye érseke, bíborosi ranggal nem rendelkezik.

## Élete
Bernard Barsi 1942. augusztus 4-én született Nizzában. Pappá 1969. június 28-án szentelték. 2000. május 16-án az érsekségi korhatárt elérő Joseph Sardou utódjává választották. II. János Pál pápa 2000. október 8-án szentelte érsekké.
Ő celebrálta III. Rainier monacói herceg temetését, valamint II. Albert monacói herceg és Charlene Wittstock esküvőjét.